# 變石
變石（英語：Alexandrite）是金綠寶石的變種，化學式是Be(AlO2)2，又稱作亞歷山大石、變色石，古稱紫翠玉。1830年，在俄羅斯烏拉山脈東側發現。當時這塊寶石被獻給王儲（後來的沙皇亞歷山大二世）做生日禮物，而被命名為亞歷山大石。產地在斯里蘭卡、巴西、俄羅斯、印度、坦尚尼亞等地。1975年，人工合成成功。